# Saucerottia beryllina
La amazilia berilina, amazilia berilia, colibrí colicastaña, colibrí de berilo o colibrí berilo (Saucerottia beryllina), es una especie de ave apodiforme de la familia Trochilidae —los colibríes—, perteneciente al numeroso género  Saucerottia, anteriormente incluida en el género  Amazilia . Es nativa de México y América Central.

## Distribución y hábitat
Se distribuye desde el noroeste de México, raramente en el extremo suroeste de Estados Unidos, hacia el sur por la vertiente del Pacífico y tierras altas interiores, por Guatemala, El Salvador, hasta el centro de Honduras.
Esta especie es un residente común en sus hábitats naturales: los piedemontes y las tierras altas que incluyen bosques de robles y pinos-robles, bordes de bosques, matorrales, claros con árboles, bosques espinosos y jardines suburbanos, en altitudes desde cerca del nivel del mar hasta zonas submontanas, más común entre 500 y 1800 m.
En México, el colibrí berilio ha sido observado en 25 estados, principalmente sobre las siguientes cordilleras del país: Sierra Madre Occidental, Sierra Madre del Sur, Eje Neovolcánico, Cordillera Centroamericana y Sierra de Chiapas.

## Descripción

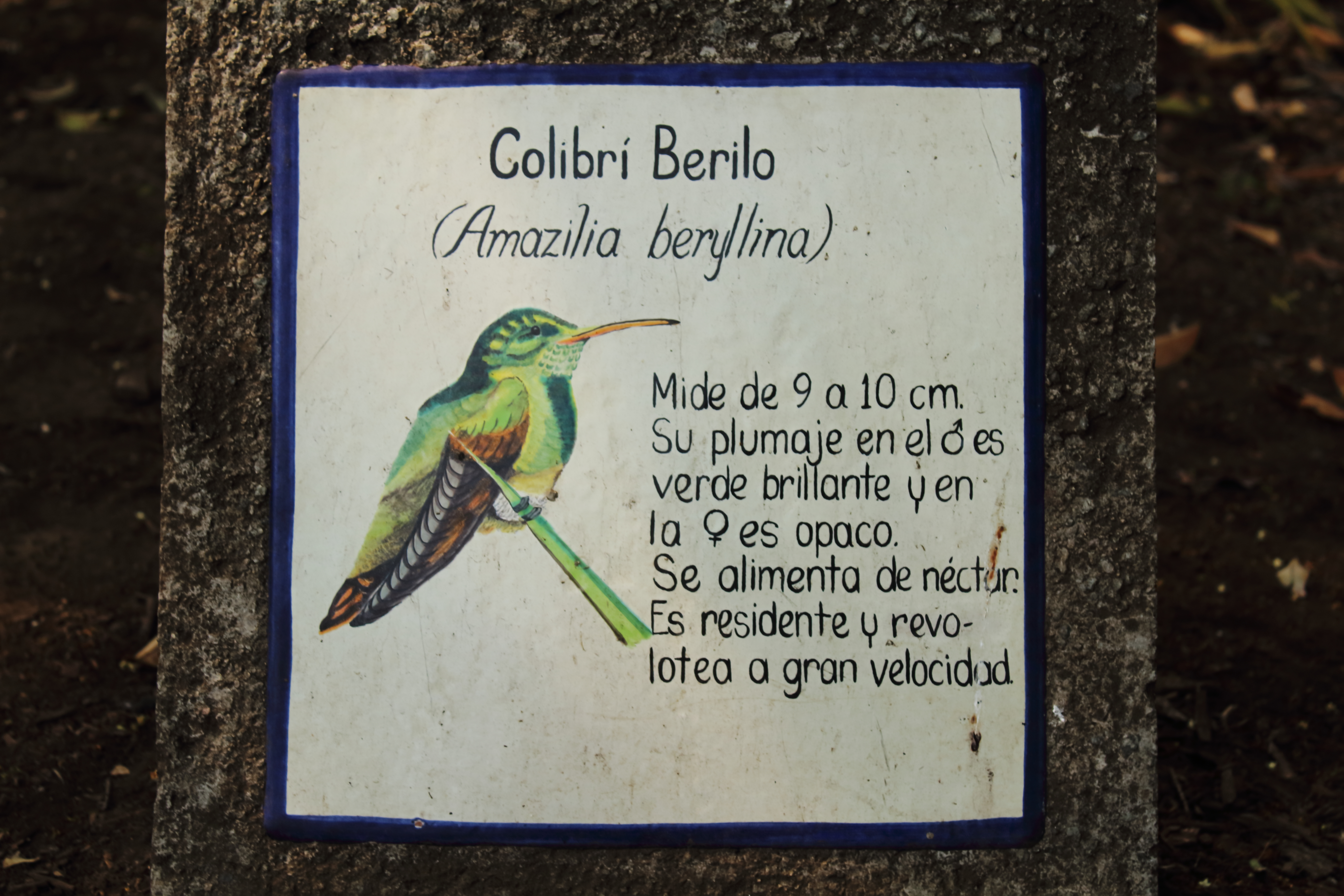
Breve descripción sobre el colibrí berilo en el jardín botánico de la UNAM, México.

Mide entre 9 a 10 cm de longitud. El macho presenta la garganta y el pecho de color verde muy brillante; el dorso verde brillante a verde cobrizo o dorado, llegando a ser bronce purpúreo en la grupa; el vientre y bajo la cola, es castaño grisáceo; la cola presentan un color púrpura cobrizo y las alas son predominantemente castañas. El pico mide entre 18,5 y 21 mm, es negro arriba y en la punta y rojizo abajo. La hembra es más opaca y el vientre puede ser grisáceo, blancuzco, rosado o beige.

## Alimentación
Se alimenta principalmente de néctar y prefiere las flores rojas. Come también áfidos, insectos y arañas.

## Sistemática

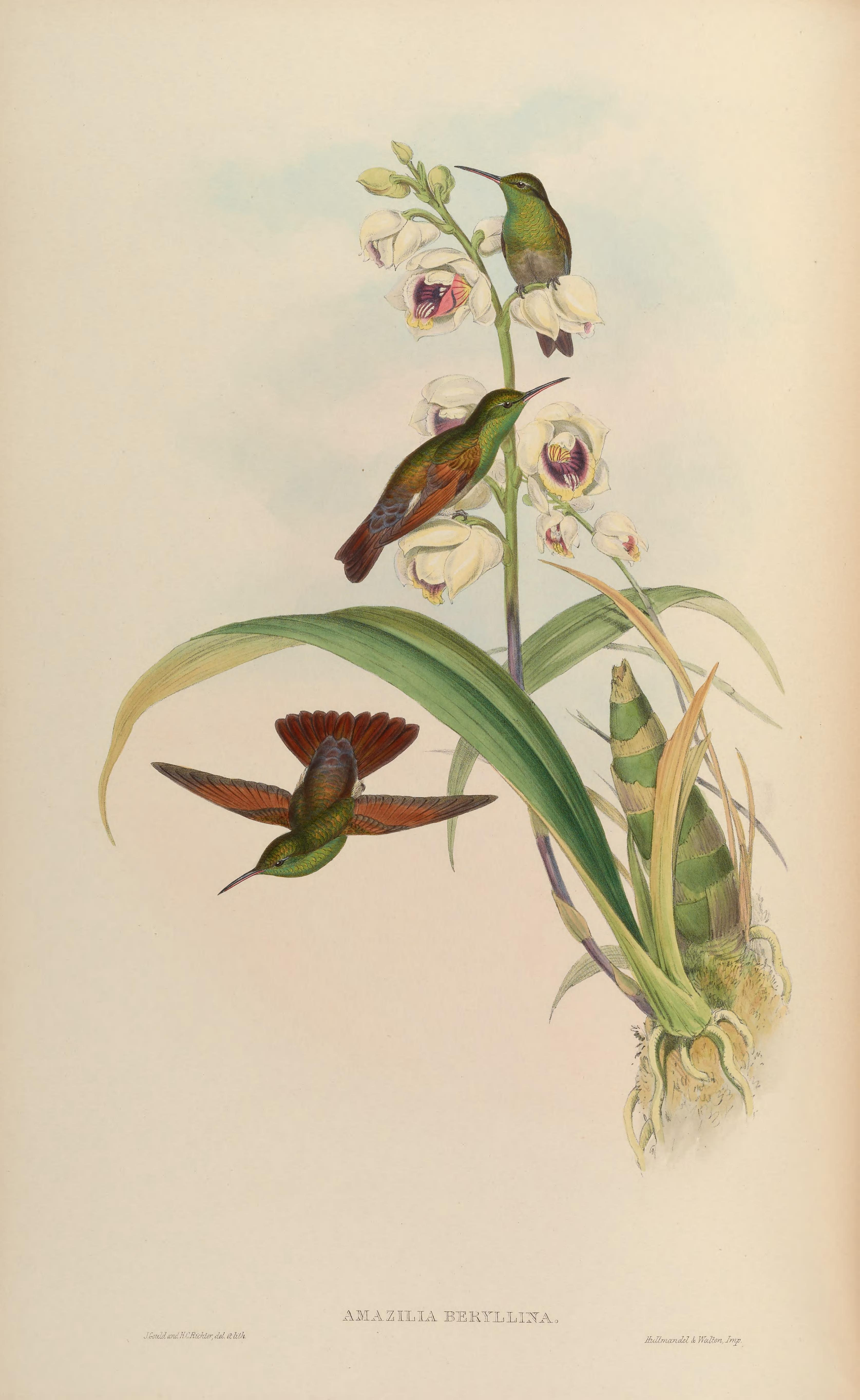
Amazilia beryllina, ilustración de Gould y Richter en A monograph of the Trochilidae, or family of humming-birds 5, 1861.

### Descripción original
La especie S. beryllina fue descrita por primera vez por el naturalista alemán Wilhelm Deppe en 1830 bajo el nombre científico Trochilus beryllinus; su localidad tipo es: «México».

### Etimología
El nombre genérico femenino Saucerottia fue tomado del nombre específico Trochilus saucerrottei, que por su vez conmemora al médico y ornitólogo francés Antoine Constant Saucerotte (1805–1884); y el nombre de la especie «beryllina» proviene del latín «beryllinus» que significa ‘cristalino’, ‘berilino’.

### Taxonomía
La presente especie junto a un grupo de otras diez especies fueron tradicionalmente incluidas en el género Amazilia. Una serie de estudios filogenéticos que culminaron con el estudio de McGuire et al. (2014) encontraron que el género Amazilia era altamente polifilético. En la clasificación propuesta para resolver la polifilia del género, Stiles et al. (2017) propusieron la resurrección del género Saucerottia para este grupo de especies, lo que fue reconocido por el Comité de Clasificación de Norte y Mesoamérica (N&MACC) en la Propuesta No 2020-A-03.
Se conocen híbridos de la presente especie con Saucerottia cyanocephala, Saucerottia cyanura (de quien es pariente muy próxima), Eugenes fulgens y Cynanthus latirostris.
El grupo de subespecies devillei presenta algunas características diferentes, tan distintas como muchas especies de colibríes reconocidas, y podría tratarse de una especie separada; sería deseable más investigación.
La forma descrita Saucerottia beryllina motaguae Carriker & Meyer de Schauensee, 1935, del este de Guatemala, no es válida y se considera un sinónimo de devillei.

### Subespecies
Según las clasificaciones del Congreso Ornitológico Internacional (IOC) y Clements Checklist/eBird  se reconocen cinco subespecies, con su correspondiente distribución geográfica:
- Grupo politípico beryllina/viola:
  - Saucerottia beryllina viola (W. Miller), 1905 – oeste de México (de Sonora a Michoacán y Guerrero); raramente en el suroeste de Estados Unidos.
  - Saucerottia beryllina beryllina (Deppe, 1830 – centro de México, de México al sur hasta el sur de Veracruz y Oaxaca.

- Grupo politípico devillei:
  - Saucerottia beryllina lichtensteini (Moore), 1950 – sur de México, oeste de Chiapas.
  - Saucerottia beryllina sumichrasti (Salvin), 1891 – sur de México (extremo oriental de Oaxaca, centro norte y sur de Chiapas).
  - Saucerottia beryllina devillei (Bourcier & Mulsant), 1848) – sur de Guatemala y El Salvador al centro de Honduras.